# Stavrós (Thessalonique)
Stavrós, en grec moderne : Σταυρός, ou Káto Stavrós (Κάτω Σταυρός) et auparavant appelé Paralía Stavroú (Παραλία Σταυρού), est un village du dème de Vólvi, district régional de Thessalonique, en Macédoine-Centrale, Grèce.
Selon le recensement de 2011, la population du village s'élève à 3 672 habitants.